# Sol cohésif
 (signalé en juin 2025).
Si vous disposez d'ouvrages ou d'articles de référence ou si vous connaissez des sites web de qualité traitant du thème abordé ici, merci de compléter l'article en donnant les références utiles à sa vérifiabilité et en les liant à la section « Notes et références ».
- Archive Wikiwix
- Bing
- Cairn
- DuckDuckGo
- E. Universalis
- Gallica
- Google
- G. Books
- G. News
- G. Scholar
- Persée
- Qwant
- (zh) Baidu
- (ru) Yandex
- (wd) trouver des œuvres sur Wikidata

Un sol cohérent ou cohésif (en allemand « bindiger Boden », en anglais « cohesive soil ») est un sol avec une forte proportion d'argile ou de limon (communément appelé loam). Sous pression, les sols cohérents se déforment relativement fortement sur une période de temps plus longue. Ils se déposent très lentement par rapport aux sols non cohésifs, c'est pourquoi un tassement résiduel peut se produire une fois l'ouvrage terminé, ce qui peut entraîner des dommages structurels (de). Le comportement des sols cohérents dépend de leur teneur en eau. Selon la proportion d'argile et de limon, ces sols sont peu perméables à l'eau. L'eau peut s'accumuler, réduisant la capacité portante et s'accumulant à l'extérieur de la structure. De plus, le sol est sensible au gel car l’eau interstitielle gèle et un soulèvement se produit. Les minéraux argileux ont également tendance à gonfler ou à rétrécir lorsqu’ils sont exposés à l’eau.